# Luci Valeri Triari
Luci Valeri Triari (en llatí Lucius Valerius Triarius) va ser un magistrat romà del segle I aC. Formava part de la gens Valèria, una antiga família romana d'origen Sabí.
Va ser qüestor de la ciutat l'any 81 aC i després pretor el 78 aC. L'any 77 aC va ser propretor a l'illa de Sardenya i va refusar al cònsol Emili Lèpid que havia fugit a l'illa després del seu intent de derogar les lleis de Sul·la.
Triari va servir després sota Luci Licini Lucul·le com a legat en la guerra contra Mitridates VI Eupator, i es va distingir de forma considerable per la seva activitat. L'any 68 aC va ser enviat en ajut de Fabi al que s'havia encarregat la defensa del Pont, mentre Lucul·le envaïa Armènia. Després d'alguns enfrontaments Triari va obligar a Mitridates a posar-se a la defensiva i el 67 aC va iniciar l'ofensiva contra el rei del Pont. Volia obtenir la victòria abans de la tornada de Lucul·le i així va lliurar batalla en situació desavantatjosa prop de Zela i va ser derrotar amb fortes pèrdues. Ciceró diu que tots els seus soldats van morir, però això és exagerat. Plutarc xifra les baixes en set mil romans entre els quals 150 centurions i 24 tribuns militars. Lucul·le va arribar pocs dies després i va haver d'apartar Triari de la fúria de les seves pròpies tropes. En el mateix lloc va aconseguir després Juli Cèsar la victòria definitiva sobre Mitridates.